# 住吉書房
住吉書房（すみよししょぼう）は、神奈川県川崎市を中心に営業する日本の書店である。

## 概要
1971年から「住吉書房」として書店業を営み始めた。書籍仕入れの主要取引先は日本出版販売であったが、主要株主の異動とともにトーハンに変更した。
2015年にトーハングループ傘下となり、2019年に同じトーハングループのスーパーブックスに事業を譲渡、以後はスーパーブックスが「住吉書房」「書房すみよし」名義で書店を運営している。
神奈川県を中心に東京都、埼玉県、千葉県に店舗を展開する。鉄道駅からほど近い市街地に出店している。
川崎市にホームを置く川崎フロンターレのサポート企業の一つであった。

## 沿革[2]
- 1927年（昭和2年） - 「やぶそば」として創業
- 1951年（昭和26年） - 川崎住吉ストアー」としてスーパーを出店
- 1971年（昭和46年） - 住吉書房1号店を元住吉に開店
- 2006年（平成18年） -「株式会社住吉書房」へ名称を変更
- 2015年（平成27年）7月 - 株式会社住吉書房の全株式を株式会社トーハンへ譲渡[5]
- 2015年（平成27年）9月 - 取次変更に伴い、新ポイントカード「BOOKS SUMIYOSHI Point Card」の配布開始
- 2019年 - 株式会社スーパーブックスに事業譲渡
- 2020年（令和2年）12月15日 - 法人としての「株式会社住吉書房」が消滅[7]
- 2021年（令和3年）7月1日 - 「書房すみよし」1号店を丸広百貨店南浦和店に出店
- 2024年（令和6年）9月10日 - 10月7日をもって住吉書房元住吉本店を閉店することを発表[8]
  - 閉店発表後は文房具などを中心に半額セール、70%オフセールを行い、ほぼすべての文房具を売り切った。
- 2024年（令和6年）10月7日 - 20時をもって住吉書房元住吉本店が閉店した[9]